# Waltraud und Mariechen

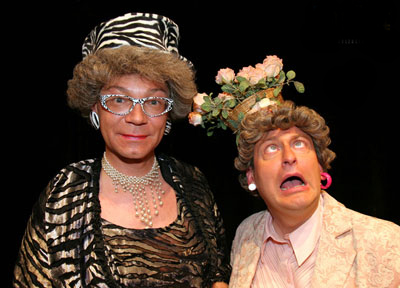
Waltraud (Martin Rassau, l.) und Mariechen (Volker Heißmann)

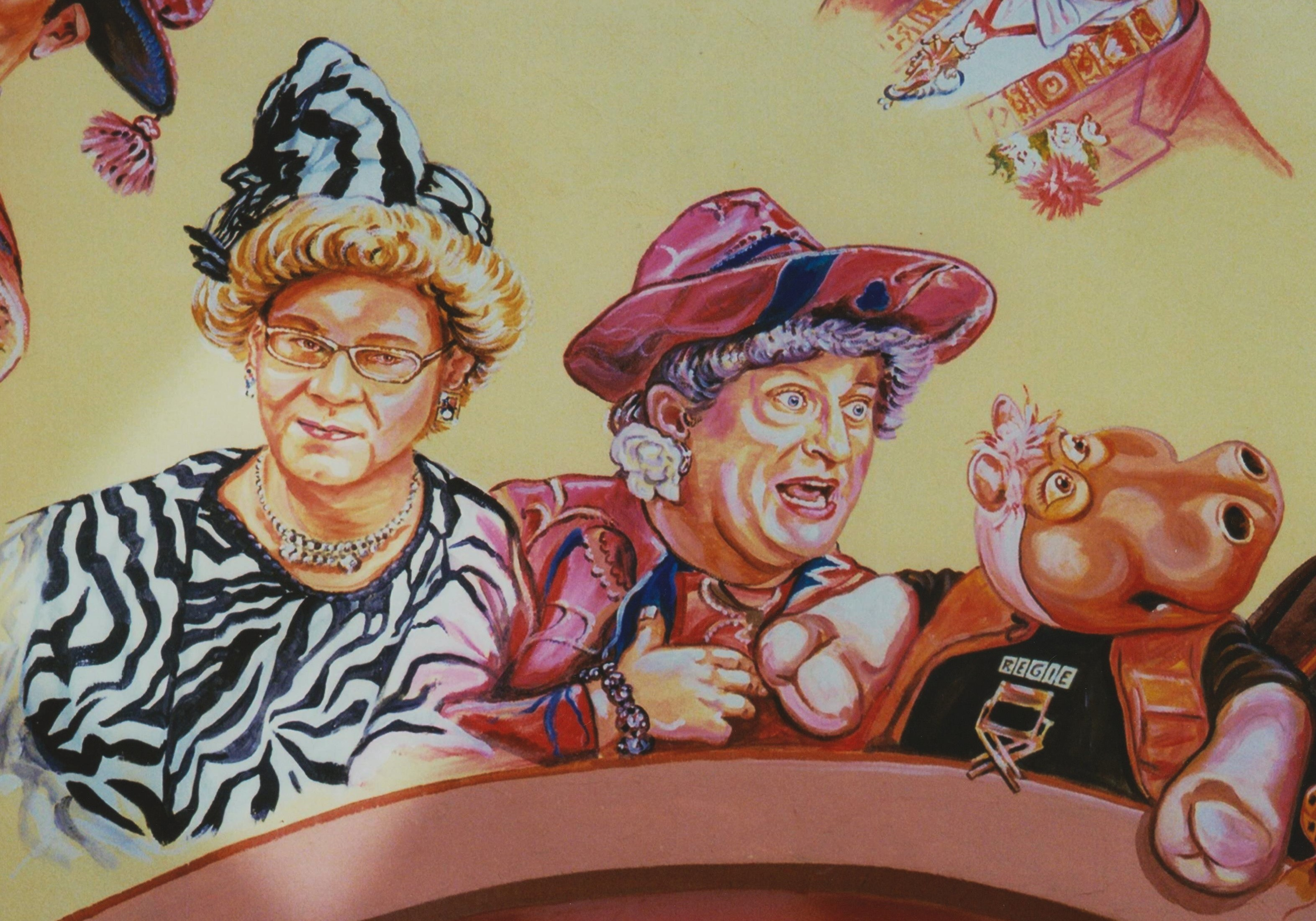
Veitshöchheim, Haus der Fränkischen Fastnacht, Fassadenmalerei (2015) mit Motiven aus Fastnacht in Franken: „Waltraud und Mariechen“

Waltraud und Mariechen sind fiktive Bühnenfiguren des Komödianten- und Kabarettisten-Duos Volker Heißmann und Martin Rassau.

## Geschichte
1991 hörten Heißmann und Rassau in einem Café älteren Damen bei ihren Gesprächen zu. Diese Beobachtungen führten zur „Geburt“ des ewig lästernden Witwenpärchens Waltraud und Mariechen. Regional bekannt wurden die Rentnerinnen 1997 mit ihrem Auftritt in der Prunksitzung Fastnacht in Franken im unterfränkischen Veitshöchheim. Von 2006 bis 2015 waren die beiden Witwen auch Bestandteil des Musikantenstadls.

## Charaktere
Waltraud Lehneis, dargestellt von Martin Rassau, und Mariechen Bezold, gespielt von Volker Heißmann, sind waschechte Fränkinnen. Mit derbem Humor in fränkischem Regiolekt nehmen sie kein Blatt vor den Mund und sind in ihrer Volksnähe dem Fäkalhumor meist näher als dem Feinsinn. Während Mariechen die zittrige und meist dümmliche Naive spielt, ist Waltraud arrogant und gibt sich als Frau von Welt.

## Bühnenauftritte
Waltraud und Mariechen spielen zumeist auf heimischer Bühne in der Comödie Fürth, beispielsweise mit dem Programm Allmächdnaa die Franken. Heißmann und Rassau präsentieren diese Figuren aber auch in Gastauftritten im gesamten deutschsprachigen Raum.

## Fernseh- und Filmauftritte
- Seit 1997 jährlich in der Fastnacht in Franken
- TV-Gastauftritte unter anderem in Ottis Schlachthof, Musikantenstadl, Die Frankenschau, Sternstunden, Kabarett aus Franken und Koch doch
- Kinodebüt im Jahr 2000 in 6 auf See[2]
- In ihrer Sendung Heißmann & Rassau im Bayerischen Fernsehen

## Radioauftritte
Von 2001 bis 2003 produzierte der Radiosender Antenne Bayern mit Waltraud und Mariechen über 250 Folgen unter dem Titel Blouss dasd wos sagsd („Bloß, dass du was sagst“). Seit 2006 ist die Serie beim Bayerischen Rundfunk auf Bayern 1 zu hören.